# کاراشوو
کاراشوو (به لهستانی:  Karasiewo) یک روستا در لهستان است که در گمینا باکاواژوو واقع شده‌است.